# Bjelovarski kvargl
Bjelovarski kvargl, hrvatski sir iz Bjelovara.

## Povijest
Dolazak kvargla u bjelovarski kraj datira između 1765. i 1787., kada je Bjelovar bio sjedište Varaždinskog generalata. Povezan je s austrijskom, a vjerojatno i češkom, odnosno moravskom imigracijom za vrijeme Vojne krajine. U Bjelovaru je 1826. godine postojalo naselje koje je upravo zbog proizvodnje sira nazvano Švajcerija.

## Proizvodnja
Konačni proizvod je jedan mali sir u obliku stošca. Izrađuje se ručno. Dobiva se od svježeg kravljeg sira. Ocijedi se, pomiješa sa soli, mljevenom crvenom paprikom, po želji češnjakom te oblikuje u male šiljate stošce. Oblikovani sir se potom suši i dimi. Tradicijski se cijeli postupak izrade obavljao ručno, a iskustvo i znanje izrade prenosilo se s koljena na koljeno.
Radi motiviranja OPG-ova iz županije da se počnu baviti izradom ovoga proizvoda, još listopada 2019. kad se naslućivalo da će doći do zaštite kvargla, u proračunu je predviđena mjera za certificiranje OPG-ova kao proizvođača Bjelovarskoga kvargla. Dodana vrijednost koja je nastala zaštitom osnovica je za moguće otvaranje malih mljekara, specijalizaciju određenog broja obiteljskih gospodarstava za izradu kvargla, pojavljivanje na policama trgovina i kao gastro suvenir u kontinentalnom turizmu.

## Osobine
Blago je kiselkasta i pikantna okusa. Miriše po dimu. Spada u polutvrde sireve. Na prerezu mu se moraju vidjeti grudice. Vakumirani kvargl može provesti do tri mjeseca na temperaturi od najviše osam stupnjeva.

## Zemljopisno područje proizvodnje
Područje Bjelovarsko-bilogorske županije koja obuhvaća gradove Bjelovar, Čazmu, Daruvar, Garešnicu, Grubišno Polje te općine: Berek, Dežanovac, Đulovac, Hercegovac, Ivansku, Kapela, Končanicu, Novu Raču, Rovišće, Severin, Sirač, Šandrovac, Štefanje, Veliku Pisanicu, Veliki Grđevac, Veliko Trojstvo, Veliku Trnoviticu, Zrinski Topolovac.

## Zaštita oznake zemljopisnog podrijetla
Zamisao o brendiranju javila se još 2005. godine. 
Stvaranje uvjeta za zaštitu proizvoda počelo je 2006. godine kada je osnovana prva Udruga proizvođača sira u Hrvatskoj – Bjelovarski kvargl. U nju se mogu učlaniti svi sirari s područja Bjelovarsko-bilogorske županije jer u specifikaciji piše da je to proizvod s područja cijele županije. Opsežna je dokumentacija pripremljena tijekom godina. Pojavila se opasnost da bi sir mogao biti brendiran kao kvargl, a ne kao bjelovarski kvargl. Time takav bjelovarski sir ne bi ni po čemu izdvojilo od ostatka županije pa čak i dijela Sjeverne Hrvatske gdje se također proizvode sirevi sličnog sastava. Sprovedenom studijom koja je uključivala detaljno seciranje uspješno je napravljena razlika npr. od podravke prgice i međimurskog turoša. Dokazala se specifičnost sastava i načina pripreme. Nakon niza procedura, prijava za dobivanje zaštićene oznake zemljopisnog podrijetla izvršena je.
Prosinca 2016. godine Udruga proizvođača sira „Bjelovarski kvargl” podnijela Ministarstvu poljoprivrede RH zahtjev za zaštitu oznake zemljopisnog podrijetla pod nazivom „Bjelovarski kvargl”. Velik trud u procesu zaštite uložila je bjelovarska Gradska uprava. Očekivalo se da će Bjelovarski kvargl postati prvi sir iz Hrvatske zaštićen na europskoj razini, ali ga je zbog birokratskih okolnosti u Bruxellesu pretekao paški sir. Po proceduri je bio 
bjelovarski kvargl objavljen u službenom EU listu i javni uvid bio je otvoren do 24. prosinca 2019. godine. Čekalo se da se dotad ne javi ni jedna članica Europske unije s osporavanjem, i u povoljnom tijeku EU provedbenom uredbom upisuje naziv Bjelovarski kvargl i kao takvog ga ponovo navodi u Službenom listu EU. Potom se čeka još nekoliko mjeseci da bi se dobilo zaštitu na europskoj razini.
21. veljače 2020. godine objavom u Službenom listu Europske unije dobio je europsku zaštićenu oznaku zemljopisnog podrijetla, čime je upisan u registar zaštićenih oznaka izvornosti i zaštićenih oznaka zemljopisnog podrijetla, te zaštićen na području cijele Europske unije. Time je postao 25 poljoprivredni i prehrambeni proizvod Republike Hrvatske čiji je naziv registriran u Europskoj uniji kao zaštićena oznaka izvornosti ili zaštićena oznaka zemljopisnog podrijetla.

## Vanjske poveznice
- Specifikacija proizvoda